# Maritime Meile (Vegesack)
Die Maritime Meile im Bremer Stadtteil Vegesack ist ein maritimer Lehrpfad zu Schiffbau, Schifffahrt sowie Wal- und Fischfang in der Geschichte Vegesacks. Der Name ist von der Länge des Fußwegs zwischen den beiden Endpunkten – eine Seemeile (1852 m) – abgeleitet. Die Maritime Meile wurde als Beitrag zum Expo-Projekt Stadt am Fluss der Expo 2000 konzipiert.
Die Maritime Meile reicht vom ehemaligen Standort der Lange-Werft, später Bremen-Vegesacker Fischerei-Gesellschaft, bis zum ehemaligen Werftgelände des Bremer Vulkan. Sie umfasst neben Museumshaven und Stadtgarten weitere Sehenswürdigkeiten. Der Hauptteil der Strecke entfällt auf die Vegesacker Weserpromenade. Der Lehrpfad wird vom Verein Maritime Tradition Vegesack Nautilus mitgestaltet und betreut.
Über einen Schiffsanleger können mit der Hal över Bremer Fahrgastschifffahrt auch die Bremer Schlachte und die Bremerhavener Havenwelten erreicht werden.
Das Festival Maritim, ein internationales Musikfestival, findet Anfang August entlang der maritimen Meile statt.

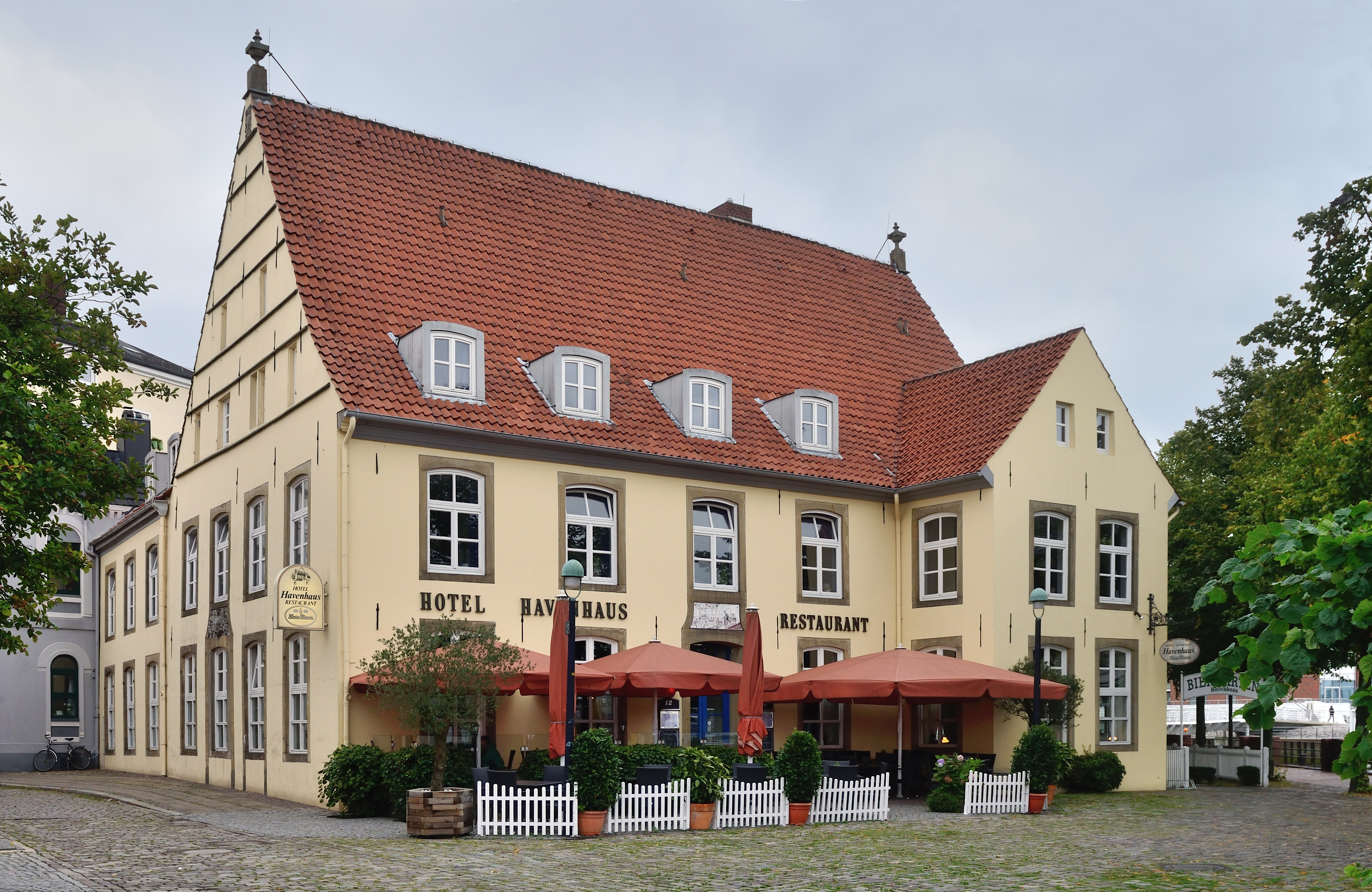
Havenhaus am Utkiek
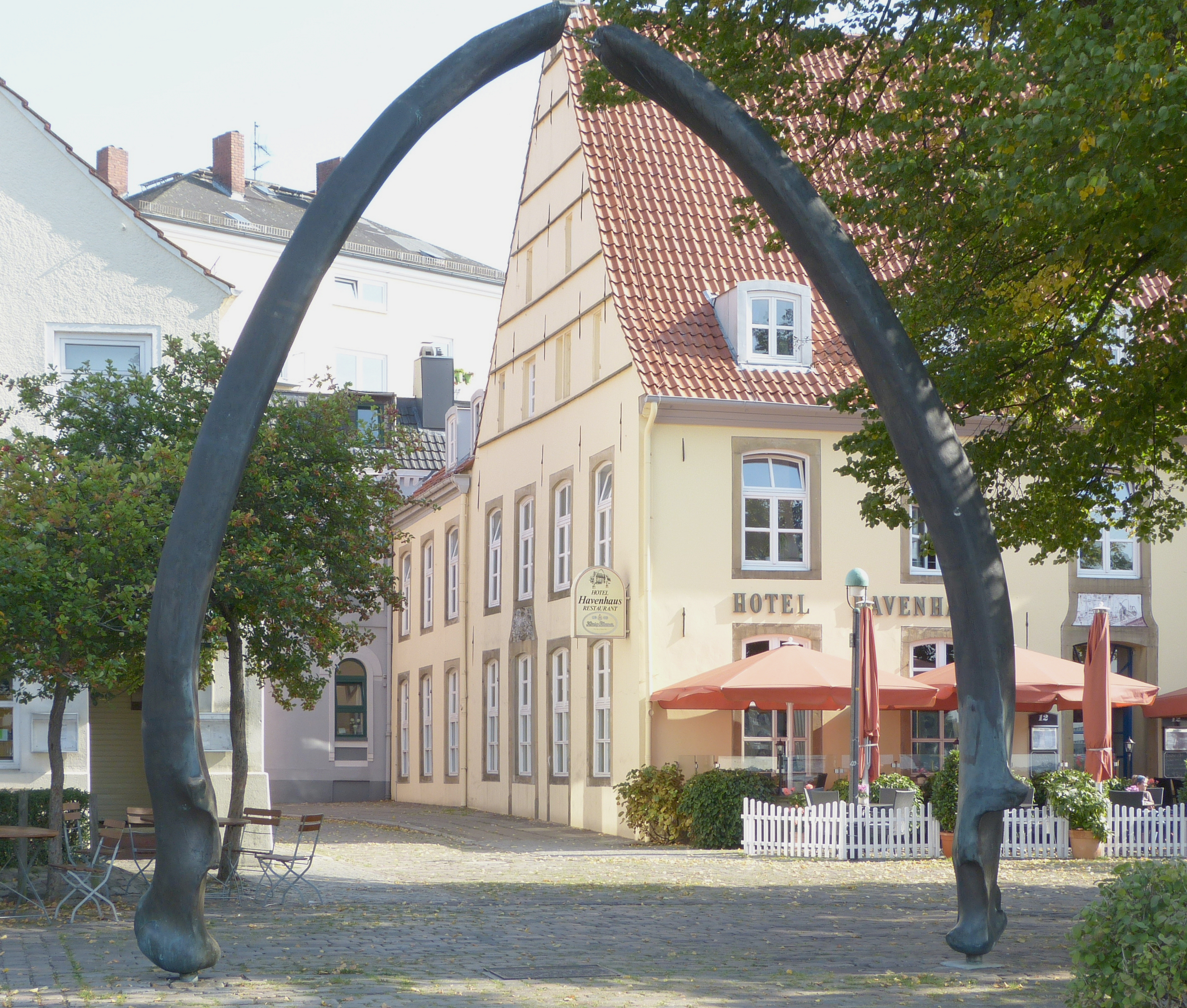
Vegesacker Wal-Kiefer
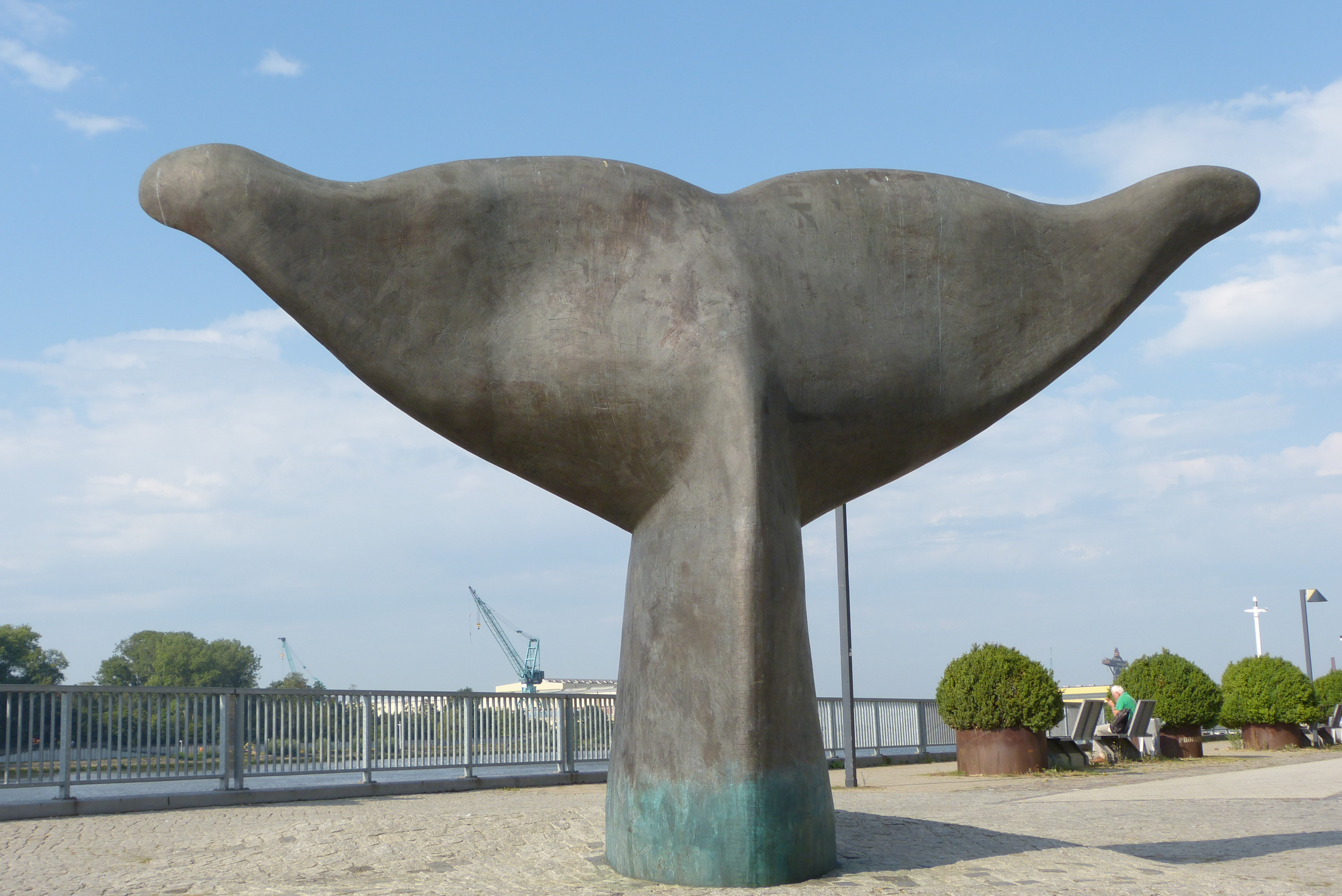
Walfluke
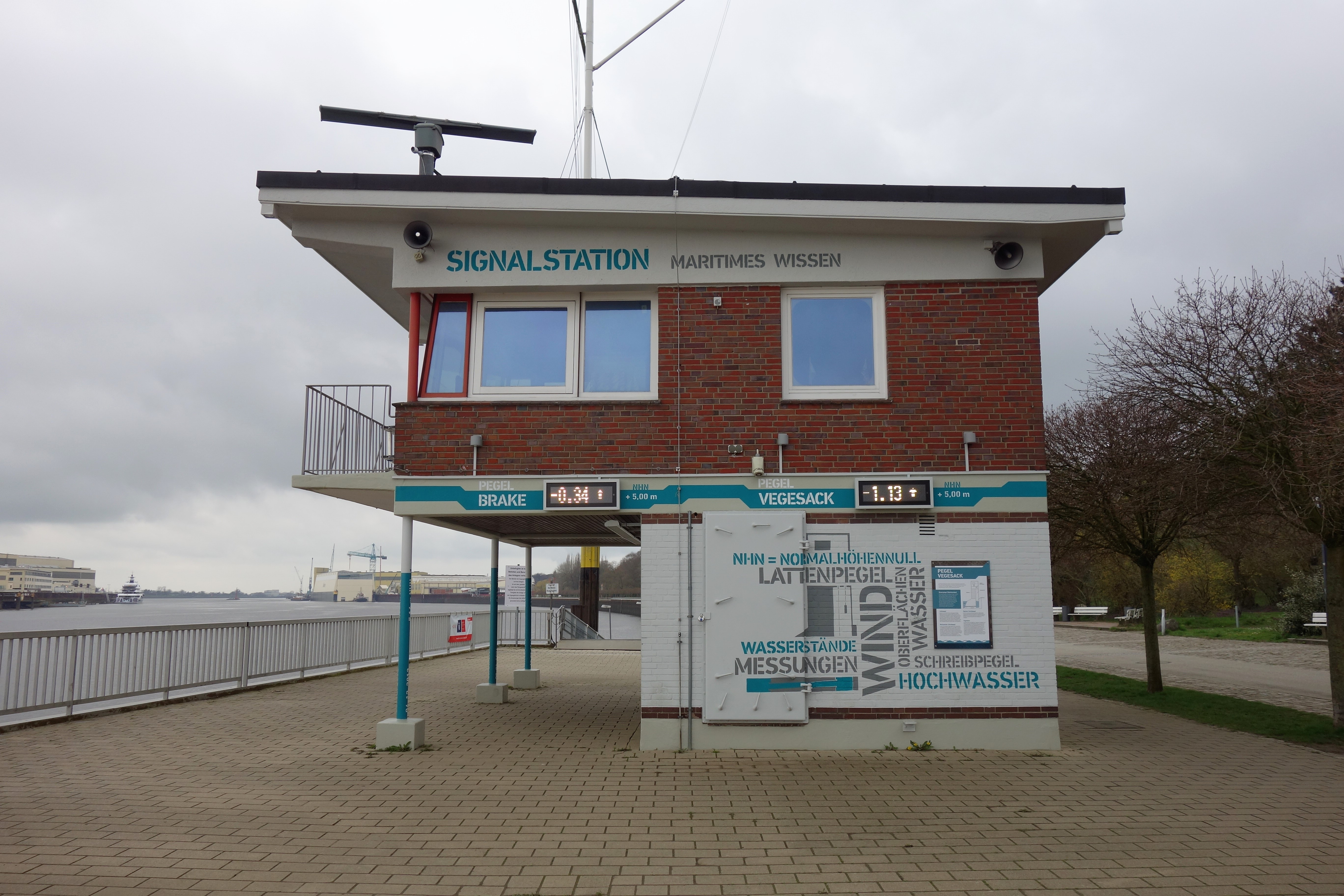
Alte Signalstation
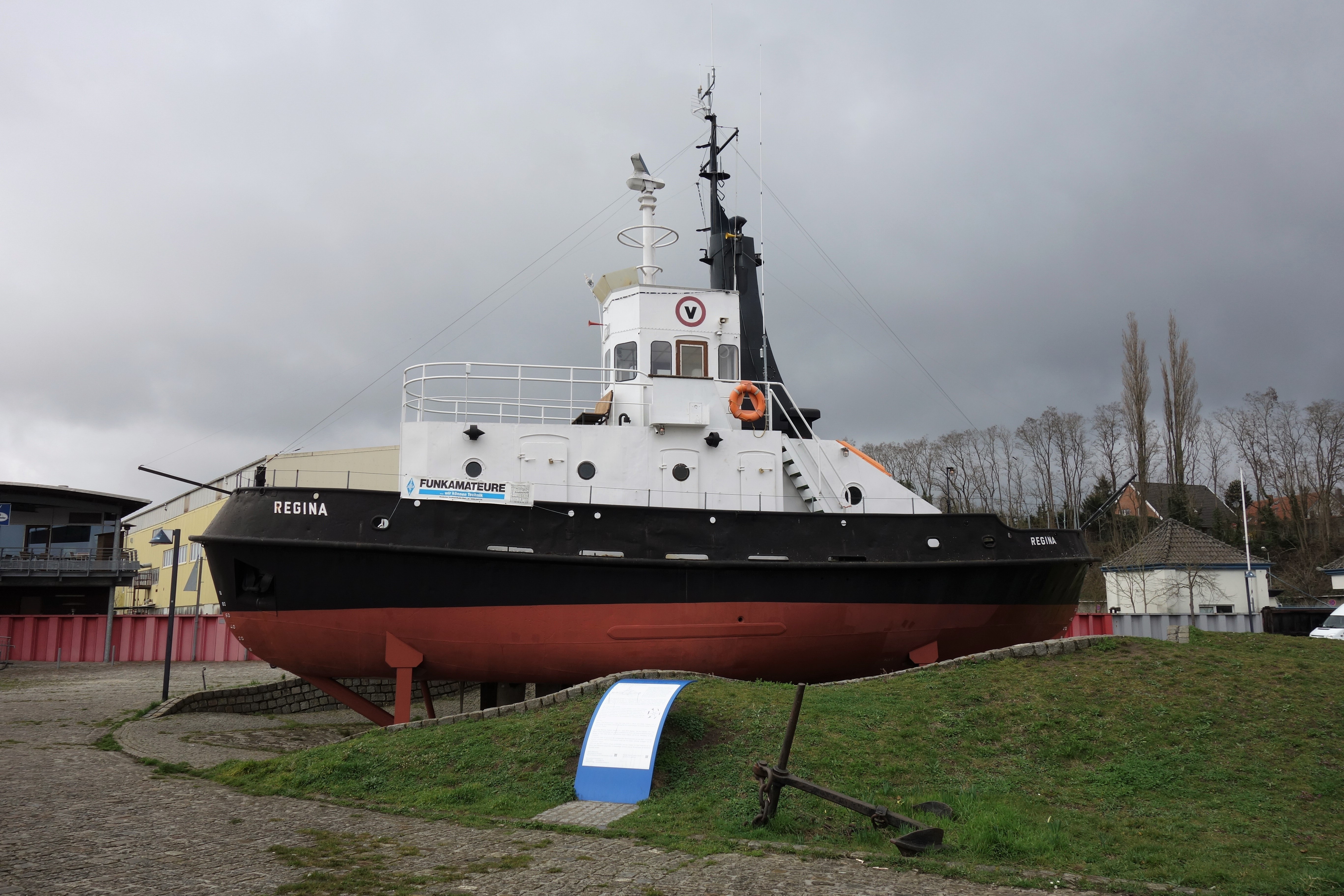
Schlepper Regina